# جامه کاران
جامه کاران، روستایی از توابع بخش جلیل‌آباد شهرستان پیشوا در استان تهران ایران است.

## جمعیت
این روستا در دهستان بهنام سوخته جنوبی قرار دارد و براساس سرشماری مرکز آمار ایران در سال ۱۳۸۵، جمعیت آن ۱۰۲ نفر (۲۵خانوار) بوده‌است.